# Vienna Bend
Vienna Bend est une census-designated place de la paroisse des Natchitoches, en Louisiane, aux États-Unis. 